# 黒田弥生
黒田 弥生（くろだ やよい、1971年3月1日 - ）は、日本の元女性声優。北海道出身。

## 人物
江崎プロダクション付属養成所出身。
2012年5月までマウスプロモーションに所属していた。
方言は大阪弁。
声質から役柄としては少年役を得意にしている。

## 出演
太字はメインキャラクター。

### テレビアニメ
1996年
- 超者ライディーン（いじめっ子）
- みどりのマキバオー（子供たち）

1997年
- CLAMP学園探偵団（ウェイトレス）

1998年
- 男はつらいよ 〜寅次郎忘れな草〜（少年A）
- カウボーイビバップ（ズズ、子供A）

1999年
- 週刊ストーリーランド（子供A）
- トラブルチョコレート

2000年
- 星界の戦旗（乗員B）
- 名探偵コナン（社員D、女子大生B）

2001年
- カスミン（2001年 - 2003年、 龍之介[6]）- 3シリーズ
- 仰天人間バトシーラー（キョロキョロンシーA）

2002年
- わがまま☆フェアリー ミルモでポン!（センリ）

2003年
- 最遊記RELOAD（力斗）
- 無人惑星サヴァイヴ（シンゴの弟）
- とっとこハム太郎（ナッスーくん）

2004年
- わがまま☆フェアリー ミルモでポン! わんだほう（センリ）

### OVA
2006年
- またまた!ねずみくんのチョッキ（ヘビくん）

### 劇場アニメ
1998年
- ウルトラニャン2 ハッピー大作戦（ドラ）

2002年
- トムとジェリー 魔法の指輪（色白の女、子供）

### ゲーム
1997年
- サイバーエッグ バトルチャンピオン（ユウキ）

1998年
- 玉繭物語（ヤム、ヤミー）

1999年
- AZEL -パンツァードラグーン RPG-（子供）
- クリックメディック（佐倉紗紀）

2001年
- 玉繭物語2 ～滅びの蟲～（ヤム）

2002年
- ロマンスは剣の輝きII ～銀の虹を探して～（フォウ、ネコ耳）

2005年
- ぼくらのかぞく（キョロ）

### 吹き替え
1994年
- ぎゃあ!!!リアル・モンスターズ（ジェイク・グリルシュ）

1995年
- 心理探偵フィッツ（テレサ）
- フレンズ（ベン）

1996年
- アポロ13（フレッドJr）
- ひとりっ娘2（キャプテン）

1997年
- 恋愛小説家
- ザ・プリテンダー 仮面の逃亡者（シモーヌ）
- タイタニック（コーラ）
- パーシーとどうぶつたち ひみつのめいろ 春編（ネズミ息子）

1998年
- L.A.コンフィデンシャル（ホイットニー / リサ）
- コップランド（キャロライン）
- サンタに化けたヒッチハイカーは、なぜ家をめざすのか?（トレイシー〈ローレン・マルトビー〉）
- ブレイブ（フランキー）
- ミュージック・フロム・アナザー・ルーム（幼いビリー〈ジョー・ピッチラー〉）
- 沈黙の断崖（アルベルタ・カー〈チャーリー・J・エプリング〉）

1999年
- 宇宙船レッド・ドワーフ号（キャット〈子供時代〉）
- エド エッド エディ（ナズ）
- エンジェルス2（チアガール）
- グレイスランド（ベアトリス・グルーマン〈グレッチェン・モル〉）
- ケチャップ（男の子）
- スター・ウォーズ エピソード1/ファントム・メナス（シーク〈オリバー・ウォルポール〉）
- ポカホンタスII/イングランドへの旅立ち
- マーキュリーライジング（T・J）

2000年代
- セサミストリート（アンドリュー、ティミー）※NHK版[7]

2000年
- エイリアン2（ティミー〈クリストファー・ヘン〉）
- エリン・ブロコビッチ（マシュー・ブロコビッチ）
- 海の上のピアニスト（幼少期の1900〈ジュリアン・ロベット〉）
- 王様と私（王女）※テレビ東京版
- サイバーシックス（娘〈マリア〉）
- ターザンの大冒険（ジョン）
- 風雲 ストームライダーズ（少年の雲）
- ミステリー、アラスカ（ジョーイ〈リーガン・ショーン・オブライエン＝マセルウェイン〉）

2001年
- アンジェラの灰（ユージーン〈ベン・オゴーマン〉）
- ケチャップ（客、審査員）
- こんな胸のときめき（タイラー）
- 最後の少林寺（シュウファ）
- 28DAYS（グエン〈子供時代〉）

2002年
- ジョー・サムバディ（ナタリー）
- ダークエンジェル（ジュード）

2003年
- ジョジョ・サーカス（ベイリーバルーニー）
- 走れ!ケリー
- ベートーベン5（サラ・ニュートン〈ディヴィー・チェイス〉）

2005年
- ヴィレッジ（ベアトリーチェ）

2006年
- もしも昨日が選べたら（ベン・ニューマン〈ジョセフ・キャスタノン〉）

2007年
- ミノタウロス（フィオン）

2008年
- フィービー・ケイツの 私の彼は問題児 ※DVD版

2010年
- プライベート・プラクティス3（マギー）

### ドラマCD
- 江戸川乱歩シリーズ「悪魔人形」
- ダーククリムゾン
- 是 -ZE- 3（若い女）
- ラングリッサーV ジ・エンド・オブ・レジェンド ドラマアルバム
- MARS

### ボイスオーバー
- BS世界のドキュメンタリー
- 人類、月に立つ